# Крапивниковые славки
Крапивниковые славки (лат. Camaroptera) — род мелких воробьиных птиц из семейства цистиколовых, встречающихся в странах Африки к югу от Сахары.
Род был описан шведским зоологом Карлом Якобом Сундевалем в 1850 году. Типовой вид — широкохвостая крапивниковая славка (Camaroptera brachyura). Слово Camaroptera происходит от др.-греч. καμάρα, что означает ‘арка’, и πτερόν — ‘крыло’.

## Классификация
В состав рода включают пять видов:
- Широкохвостая крапивниковая славка Camaroptera brachyura (Vieillot, 1821)
- Camaroptera brevicaudata (Cretzschmar, 1830)
- Оливковая крапивниковая славка Camaroptera chloronota Reichenow, 1895
- Camaroptera harterti Zedlitz, 1911
- Желтобровая крапивниковая славка Camaroptera superciliaris (Fraser, 1843)

Молекулярно-филогенетические исследования показали, что Camaroptera brachyura и Camaroptera brevicaudata тесно связаны между собой, а некоторые систематики считают их конспецифичными.

## Дополнительное чтение
- Ryan, Peter (2006). Family Cisticolidae (Cisticolas and allies). pp. 378—492 in del Hoyo J., Elliott A. & Christie D.A. (2006) Handbook of the Birds of the World. Volume 11. Old World Flycatchers to Old World Warblers Lynx Edicions, Barcelona ISBN 978-84-96553-06-4